# شهرستان چاریتون (میزوری)
شهرستان چاریتون، میزوری (به انگلیسی: Chariton County, Missouri) یک سکونتگاه مسکونی در ایالات متحده آمریکا است که در میزوری واقع شده‌است.